# Montanhas Barberton Makhonjwa
As Montanhas Barberton Makhonjwa, ou Montanhas Makhonjwa são uma cadeia montanhosa com uma área total de 120x60km de extensão, localizadas na África do Sul e uma porção menor na vizinha Suazilândia.
A altitude da região varia de 600 a 1800 metros. Possui várias colinas rochosas com planaltos de gramíneas e vales de florestas. Na região encontra-se o Centro de Endemismo Barberton. A precipitação anual média é de 600 a 1150mm, com verões quentes e invernos secos.
Possui algumas das rochas mais antigas do planeta, com formação entre 3,2 e 3,6 bilhões de anos atrás, datando da Era Paleoarqueana, bem como alguns sinais de presença humana mais antigos, da Era Pré Cambriana, daí esta região já ter sido chamada de "Gênese da vida".

## UNESCO
Foi inscrito como Patrimônio Mundial da UNESCO em 2018 por: "possuir falhas resultantes de quedas de meteoro formadas no grande bombardeamento (4.6 a 3.8 bilhões de anos atrás) que estão particularmente bem preservadas...é uma das estruturas geológicas mais antigas do mundo"